# Bukovica Velika (Derventa)
Bukovica Velika (szerbül: Буковица Велика), település Bosznia-Hercegovinában, Derventa községben, a Szerb Köztársaság északi régiójában. 

## Fekvése
A település Bosznia-Hercegovina északi részén, Dobojtól légvonalban 26, közúton 35 km-re északra, községközpontjától légvonalban 13, közúton 16 km-re kelet-délkeletre fekvő dombos vidéken, 150-260 méteres magasságban fekszik.

## Népessége
| Nemzetiségi csoport | Népesség 1991 | Népesség 2013 |
| ------------------- | ------------- | ------------- |
| Szerb               | 4             | 0             |
| Bosnyák             | 0             | 0             |
| Horvát              | 537           | 142           |
| Jugoszláv           | 1             | 0             |
| Egyéb               | 2             | 2             |
| Összesen            | 544           | 144           |

## Története
A terület a középkorban is lakott volt, így ma is számos középkori régészeti lelőhely található a faluban. Ilyen az a középkori Buban nekropolisz, amely a régi katolikus temetőben található, ahol néhány sírkő maradt fenn. Néhány idős ember szerint a bubani temetőt Esküvői temetőnek (Svatovsko groblje) is hívják. A hagyomány szerint a török időkben egy a környékről származó fiatalember úgy döntött, hogy titokban megházasodik (a török időkben a törvények szerint az agának vagy bégnek volt biztosítva az első éjszaka joga a menyasszonnyal). A törökök azonban rájöttek a titokra, a Bubánon meglepték a násznépet és mindannyiukat megölték. Az összes násznépet, a vőlegényt és a menyasszonyt is, a bubani temetőben temették el, és azóta a temetőt Esküvői temetőnek nevezik.
Mramor egy másik középkori nekropolisz, mely egy kis dombon található Topuz településrészen, Glogovica falu határán. Dobor várának védőtornyát a 16. században építették fel a Topuz-dombon, de ennek a maradványai nem maradtak fenn.
Bukovica falut, amelyből később horvát lakosságú Bukovica Velika (régebben Katolička) és a szerb lakosságú Bukovica Mala (régebben Srpska) létrejött, először az 1570-es török összeírás említi Podnovlja beosztott falujaként. Bukovica az 1604-es összeírás szerint is Podnovlja faluja volt 20 vlach házzal, a kenéz pedig Mehmed, Alija fia volt. A népszámlálás megemlíti Oskorušište falut is, amely Doborhoz tartozik.
A horvát lakosságú település 1878-ig tartozott az Oszmán Birodalomhoz. Ekkor a berlini kongresszus határozata alapján az Osztrák-Magyar Monarchia része lett. 1879-ben az első osztrák-magyar népszámlálás során a Derventi járáshoz tartozó Bukovica településnek 307 római katolikus és 128 ortodox lakosa volt. 1910-ben a Derventai járáshoz tartozó településen 75 háztartást és 436 római katolikus lakost találtak. A monarchia szétesésével 1918-ban előbb a Szerb-Horvát-Szlovén Királyság, majd 1929-től a Jugoszláv Királyság része lett. 1921-ben a Derventai járáshoz tartozó településnek 458 lakosa volt, mind római katolikusok. Az 1929-es törvény értelmében, amikor Bosznia-Hercegovinát négy banovinára, Drinskára, Vrbaskára, Zetskára és Primorskára osztották, a település a Vrbaska banovina (Orbászi Bánság) része lett, amelynek székhelye Banja Luka volt. 1939-ben a közigazgatás átszervezésével a Hrvatska banovina (Horvát Bánság) része lett.
A második világháborúban Jugoszlávia megszállása után a Független Horvát Állam (NDH) része lett. A második világháború után 1992-ig a település a szocialista Jugoszlávia keretében a Bosznia-Hercegovinai Népköztársaság része volt. 1992-ben a szerb szélsőségesek lerombolták a falu templomát, lakosságát pedig elűzték. A boszniai háborút lezáró daytoni békeszerződés rendelkezése alapján az ország területét felosztották a Bosznia-hercegovinai Föderáció és a boszniai Szerb Köztársaság között. A békeszerződés utáni területmegosztási megállapodás értelmében a település Derventa község részeként a Boszniai Szerb Köztársasághoz került.
Az itteni emberek közül sokan végleg vissza akarnak térni faluba, ahol az ősi otthonuk, a szülőföldjük van. 2007-ig már maguk építettek újjá körülbelül 12 házat, mert a Boszniai Szerb Köztársaság semmit sem tesz ennek érdekében. A Horvát Köztársaság kormánya kiadott egy tervet körülbelül 80 ház újjáépítésére, amelynek megvalósítása 2007 nyarán kezdődött. A Bukovica régió természetének felbecsülhetetlen gazdagsága hét ivóvízforrásban nyilvánul meg, amelyek a környékbeli sziklákból fakadnak. Ezt a szépséget ismét felismerték a helyi születésű, Petar és Mato (Stipin) Matić, akik az „M SAN Grupa” informatikai termékeket gyártó cég tulajdonosai, és ezért a holland kormánnyal együttműködve egy ökológiai falu építését tervezik háziállatok tenyésztésére és ökológiai élelmiszerek előállítására. Ezen kívül még mintegy húsz családi ház építését tervezik.

## Oktatás
A faluban található iskolát a második világháború után nyitották meg, majd 1959-ben zárták be. Az alsó tagozatos iskolát a hetvenes években nyitották meg újra, és 1992-ig működött.

## Kultúra
A Velika Bukovica-i patrióta egyesület 2009-ben alakult, székhelye Slavonski Brodban található. Az egyesület az itt született polgárok és mindazok egyesülete, akik együtt akarnak működni a település hagyományainak ápolásában. A Velika Bukovicai Patrióta Egyesület megszervezésének ötlete a bukovicaiaktól származik, feladata a tagok gyűjtése, a történelmi örökség, a szokások megőrzése és munkájának megismertetése a nagyközönség számára. Az egyesület egyedi program alapján működik, mint politikamentes és pártatlan szervezet, és legfontosabb célja, hogy megakadályozza Bukovica lakosságát abban, hogy elfelejtse faluját és plébániáját.

## Nevezetességei
- A Velika Bukovica-i Páduai Szent Antal plébániatemplomot 1964 és 1966 között építették. A Velika Bukovica-i Szent Antal plébánia 1939-ben vált önálló plébániává, előtte pedig a plehani ferences kolostorhoz tartozott. A templom és a plébánia története azonban a 16. századra nyúlik vissza. A plébániához Velika Bukovica lakóin kívül Podnovlje, Kuline, Mala Bukovica és Gornji Višnik falvakból is érkeznek hívő katolikusok.[12] A templomot 1992-ben lerombolták, de a háború után újjáépítették. A templom 28 méter hosszú és 13 méter széles, két toronnyal rendelkezik. A tornyok magassága 38 méter.

- A plébánia területén található a nagyon régi Buban temető. Itt néhány sírkő még a 19. század első feléből származik. Ma is temetkeznek ott, és minden temetésnél kiderül, hogy a temetőnek 5-6 rétege van. A sírköveken különböző szimbólumok láthatók, amelyek ma még ismeretlen jelentéseket rejtenek.[5]

- Uler – középkori temető maradványai. A Boszna völgyétől 4 km-re nyugatra két sírhalom található. Az I-es számú halmot 1978/79-ben házépítés miatt szétrombolták és több, mellékletekkel ellátott sírt találtak benne. A legjellegzetesebb lelet két 14. századi sarkantyú volt, melyek ma a Doboji Múzeumban találhatók. A II-es halmot ugyancsak házépítés miatt rombolták szét és ebben is számos melléklet kelrült elő. A halmok átmérője 8-9 méter, magasságuk 0,6 méter volt.[13]